# Ghee
Ghee (čitaj: gi) je pročišćeni svježi maslac, jedinstven je prirodni proizvod, esencija  mlijeka, bez dodataka i pojačivača okusa.

## Podrijetlo
Ghee potječe iz antičke Indije. Smatrali su ga čistim i svetim, pa je često u prehrani, korišten i u vjerskim obredima. S vremenom se proširio na Iran i Arapski poluotok. No, osim gastronomske primjene tradicionalna indijska medicina pripisuje brojna ljekovita svojstva.

## Ljekovitost
Ghee povećava dugovječnost, memoriju, moć razlučivanja i inteligenciju. On daje snagu i odgađa proces starenja tjelesnih tkiva. Ghee povećava plodnost, sjeme i jajašce. Poboljšava glas i grlo.
Blagotvorno djeluje na koronarne arterije te njeguje i čisti krvne žile, veže i neutralizira toksin.

## Sastojak
Pomaže pri otapanju vitamina, minerala i fitonutrijenata. Sadrži vitamine A, D, E i K te omega-3, omega-6 i omega-9 masne kiseline.